# 中沼町
中沼町（なかぬまちょう）とは、札幌市東区にある地名である。市の北部に位置し、モエレ沼を囲むように広がっている。また、豊平川と石狩川の合流地点に接している。石狩川の対岸の一部も地区に含まれている。
一帯は豊平川の氾濫によって作られた湿地帯であった。現在では農地として利用可能な土壌になっている。

## 歴史
札幌市に合併される前は、篠路村字中野（なかの）と篠路村字沼の端（ぬまのはた）の2地域に分かれていた。中野はモエレ沼の北西にあり、札幌で時計店を営んでいた大地主の姓から地名をつけた。沼の端はモエレ沼の東側の地域で、文字通り沼の端であることから名づけられた。
中沼は「中野」の中と「沼の端」の沼を取って付けられた地名である。
- 1949年（昭和24年）：篠路村字中野と篠路村字沼の端を篠路村字中沼と改称。
- 1955年（昭和30年）
  - 3月1日：篠路村が札幌市と合併、中沼町と改称。
  - 4月1日：札幌市と江別市との間で豊平川を挟んでの境界変更。江別市字角山の一部が中沼町に編入。
- 1972年（昭和47年）：区制施行、東区の一部になる。同時に篠路町福移の一部を編入。
- 1993年（平成5年）：中沼町の一部を住居表示に伴って中沼西として分離。
- 2005年（平成17年）：中沼町の一部を住居表示に伴って中沼として分離。

## 施設
- 札幌市立中沼小学校
- 札幌市立義務教育学校福移学園
- 中沼神社
- 福移神社